# Михаел фон Матушка
Михаел фон Матушка (на немски: Michael von Matuschka) е германски политик и деец на Съпротивата, участвал в опита за убийство на фюрера Адолф Хитлер от 20 юли 1944 г.

## Биография
Матушка е роден в Швайдниц, Силезия (днес Швидница, Полша) и изучава право в университетите в Лозана, Мюнхен, Берлин и в Университета в Бреслау, където защитава докторат през 1910 г. Той се присъединява към пруската армия като доброволец в 4-ти силезийски хусарски полк. Матушка работи като младши държавен служител в провинциалната държавна администрация на Вестфалия до 1914 г. През Първата световна война е ранен на Източния фронт през 1915 г. и попада в руски плен. През 1918 г. успява да избяга и се завръща в Германия.
След края на Първата световна война работи в няколко административни длъжности и става окръжен комисар на Опелн през май 1923 г. Избран е от Централната партия като член на Пруския Ландтаг през 1932 г., но е принуден да напусне през 1933 г. Матушка работи в пруското министерство на вътрешните работи в Берлин и в администрацията на провинция Силезия, където се среща с Фриц-Дитлоф фон дер Шуленбург.
През 1942 г. става административен икономически съветник в окупираната Източна Силезия. Той е трябвало да стане началник на администрацията на Силезия след заговора от 20 юли 1944 г. Арестуван от Гестапо, след като планът не успява. Матушка е осъден на 14 септември 1944 г. на смърт и екзекутиран в затвора Пльоцензе.
Матушка е женен за Пия фон Щилфрид унд Ратониц, с която има трима сина и дъщеря.